# Adamstown (Film)
Adamstown ist ein Westernmusical-Film aus dem Jahr 2019 auf Grundlage des gleichnamigen Comics der Hamburger Künstlerin Verena Braun. Der Film entstand im Rahmen von inklusiven Projekten der politischen Bildung des ABC Bildungs- und Tagungszentrum. An dem Film haben Menschen mit und ohne Behinderung sowie mit und ohne Fluchtgeschichte mitgewirkt.

## Handlung
In der Westernstadt Adamstown geht es mitunter ziemlich ruppig zu und her, zeitweise scheinen alle gegen alle zu sein: Menschen, Tiere, Alte, Junge, Einheimische und vermeintlich Fremde. Ein alter Fluch der Kehdinger lastet auf dem Land, so dass Menschen dort nichts mehr bauen können. Nur durch den Bau einer Bank kann dieser Fluch gebrochen werden. Drum wird die ehemalige Filmschauspielerin Scott beauftragt, Tiere zu finden, die diese Bank bauen können.

## Auszeichnungen
Er hatte auf dem Filmfest Oldenburg Premiere und wurde u. a. mit dem Dieter Baacke Preis in der Kategorie D „Intergenerative und integrative Projekte“ ausgezeichnet.